# Wolf Ladenburg

Wolf Ladenburg, Gründer des Bankhauses Ladenburg in Mannheim

Wolf Hajum Ladenburg (* 25. Januar 1766 in Mannheim; † 9. September 1851 ebenda) war Bürger (ab 1809), Händler, Bankier und Gründer (1785) des Bankhauses Ladenburg in Mannheim, Vorsteher der jüdischen Gemeinde zu Mannheim und Mitglied im Oberrat der Israeliten Badens (1825–1845).

## Familie
Ladenburg entstammte einer jüdischen Händlerfamilie aus Neuburg an der Donau und war der Sohn des Hajum Moses Hirsch Ladenburg(er) (gestorben 1781) aus Ladenburg bei Mannheim und dessen Ehefrau Terza Moyses – später nennt sie sich Theresa Grötzinger –, den Stammeltern der Ladenburg-Familie in Mannheim. Der Großvater Moses Zwi Hirsch Neuburger (gestorben um 1765/70) war Rabbiner und Kaufmann in Ladenburg gewesen.
Ladenburg heiratete am 22. Juni 1785 in Mannheim Wilhelmine (Mina) Lorch (geboren am 8. Februar 1770 in Mainz; gestorben am 9. Februar 1855 in Mannheim), Tochter des Händlers Löw Lorch, Schutzjude in Mainz, und der Riffke Silz.
Sein Enkel Carl Ladenburg (1827–1909), Bankier und Unternehmer, war Mitglied des badischen Landtags und wurde 1907 Ehrenbürger Mannheims.
Sein Urenkel war der bekannte Dirigent Hermann Levi (1839–1900).

## Leben
Durch den frühen Tod seines Vaters war Wolf Ladenburg für die Versorgung seiner Mutter und Schwester Deiche verantwortlich und dadurch zur Selbständigkeit gezwungen. So gründete er schon im jugendlichen Alter von nur 20 Jahren, nachdem er 1785 zuvor in Mannheim das Schutzbürgerrecht und die Heiratserlaubnis erhalten hatte, am 21. Juni 1785, genau einen Tag vor seiner Hochzeit mit Wilhelmine Lorch, ohne jegliche kaufmännische Vorbildung ein Juwelen- und Geldhandelsgeschäft, mit dem er später ein Wechselgeschäft verband und daraus schließlich das „Bankhaus Ladenburg“ entstehen ließ.
Im Jahr 1803 war er einer der Vertreter der badischen Juden bei der Huldigungsfeier aus Anlass des Übergangs Mannheims an Baden.
1807 kaufte er das Haus Nr. 5 im Quadrat F3 für 11.500 Gulden, wovon er 8000 Gulden bar bezahlte, was seinen Wohlstand dokumentiert, den Rest in bayerischen Staatsobligationen. Das Quadrat F3 gehört zum 4. Stadtviertel, in das zusammen mit dem 3. Stadtviertel die jüdischen Familien verwiesen worden waren. Im selben Jahr war er an der Reorganisation des Lyzeums (später Karl-Friedrich-Gymnasium) beteiligt.
Als Ergebnis des 9. Konstitutionsedikts vom 13. Januar 1809, des „Judenedikts“, erwarb der bisherige „Schutz- und Handelsjude“ Ladenburg das Bürgerrecht und war in demselben Jahr – zusammen mit dem Hoffaktor Gottschalk Mayer, dessen Sohn Hayum Mayer im Jahr 1806 Ladenburgs Tochter Rebekka geheiratet hatte – einer der nur fünf Mannheimer Vertreter bei der ersten Landesdeputierten-Versammlung der badischen Juden in Karlsruhe. Wichtigster Beratungspunkt war die Schul- und Berufsausbildung der Jugend. So war er 1816 auch Mitbegründer einer israelitischen Privatschule, die 1821 als erste öffentliche Volksschule für Knaben und Mädchen staatlich anerkannt wurde.
Im Juni 1816 war Wolf Ladenburg erstaunlicherweise sogar im Waffenhandel tätig: Er verkaufte an König Maximilian I. von Bayern zur Ausrüstung der Frankenthaler Bürgerwehr russische, für das Militär unbrauchbare Gewehre zum Stückpreis von 3 Gulden 20 Kronen, von denen er noch 3000 Stück besaß.
1823 kaufte er das größere Haus D3, 12 (später D3, 14) und 1832 noch das Nachbarhaus D3, 13 dazu.
Im April 1825 gehörte Wolf als „guter Patriot“ zu den Unterzeichnern einer Petition an die 2. Kammer der Ständeversammlung gegen die staatliche Diskriminierung der Juden. Darin heißt es:

„Worin liegt der Grund, daß wir in einem Staat, in dem wir schon seit vielen Jahren alle Pflichten als Bürger erfüllen, noch länger der vollen Bürgerrechte entbehren sollen? ..... Freudig erfüllen wir alle Bürgerpflichten und weihen Gut und Leben dem Vaterlande, möchte es nicht länger Fremdlinge, sondern Söhne in uns erkennen und das Gesetz unserer Religionsgemeinschaft nicht mehr mit Verachtung belegen.“

Im Jahr 1832 nahm Wolf Ladenburg seine Söhne Hermann (1791–1862), Heinrich (1794–1848) und Seligmann (1797–1873) in das Bankhaus auf, das seitdem unter „W. H. Ladenburg und Söhne“ firmiert. Seit Gründung des Eisenbahnkomitees im Jahre 1836 gehörte er (oder einer seiner Söhne?) diesem als Mitglied an.
Nach 55 Jahren zog er sich schließlich 1840 aus dem aktiven Geschäft zurück. Trotz seiner Verdienste um die Stadtgemeinde war es ihm als Juden verwehrt, sich aktiv in öffentlichen Ämtern betätigen zu dürfen. Die einzige Auszeichnung war seine Berufung in den Oberrat, die höchste Behörde der israelitischen Landeskirche in Baden. So blieb ihm nur, sich innerhalb des jüdischen Gemeindewesens als sehr wohltätig und engagiert zu zeigen: An seinem 70. Geburtstag 1836 schenkte er dem Synagogenrat 4000 Gulden in Wertpapieren, jeweils hälftig für das israelitische Krankenhaus und die jüdische Volksschule.
In seinem Testament von 1840 vermachte er 1000 Gulden für den Synagogenbau, 500 für das jüdische Krankenhaus, jeweils 300 Gulden für die israelitischen Armen, für die Marienanstalt und die Kleinkinderschule sowie je 100 Gulden für die protestantischen und katholischen Armen. Gerade hierin zeigt sich Wolfs konfessionelle Liberalität und seine persönlichen Bemühungen um konfessionelle Toleranz. Er gilt auch als Anhänger der Schule des Berliner Philosophen Philip Moses Mendelssohn.

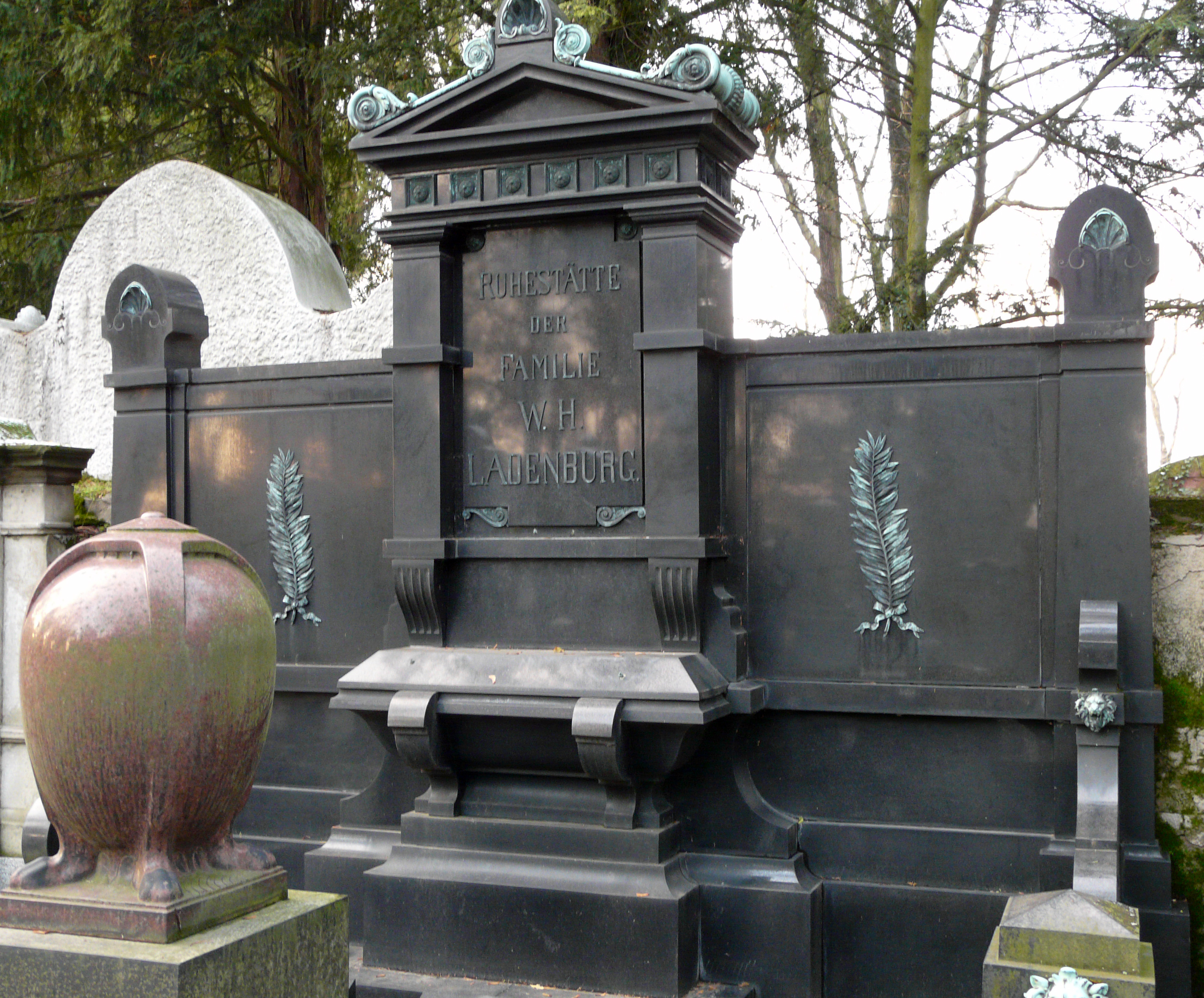
Grabmal der Familie W. H. Ladenburg

Wolfs letzte Lebensjahre waren überschattet durch den 1845 nach 60-jähriger Ehe eingetretenen Tod seiner Frau Mina und seine Flucht nach Frankfurt am Main im Alter von schon 83 Jahren, als 1849 der badische Aufstand in Mannheim ausbrach. Nur zwei Jahre später starb er und wurde auf dem neuen jüdischen Friedhof in Mannheim im Familiengrab beigesetzt, das noch heute besteht (Feld C II Fam, Reihe 01, Grab 03).

## Wilhelmine Ladenburg, geb. Lorch (1770–1855)

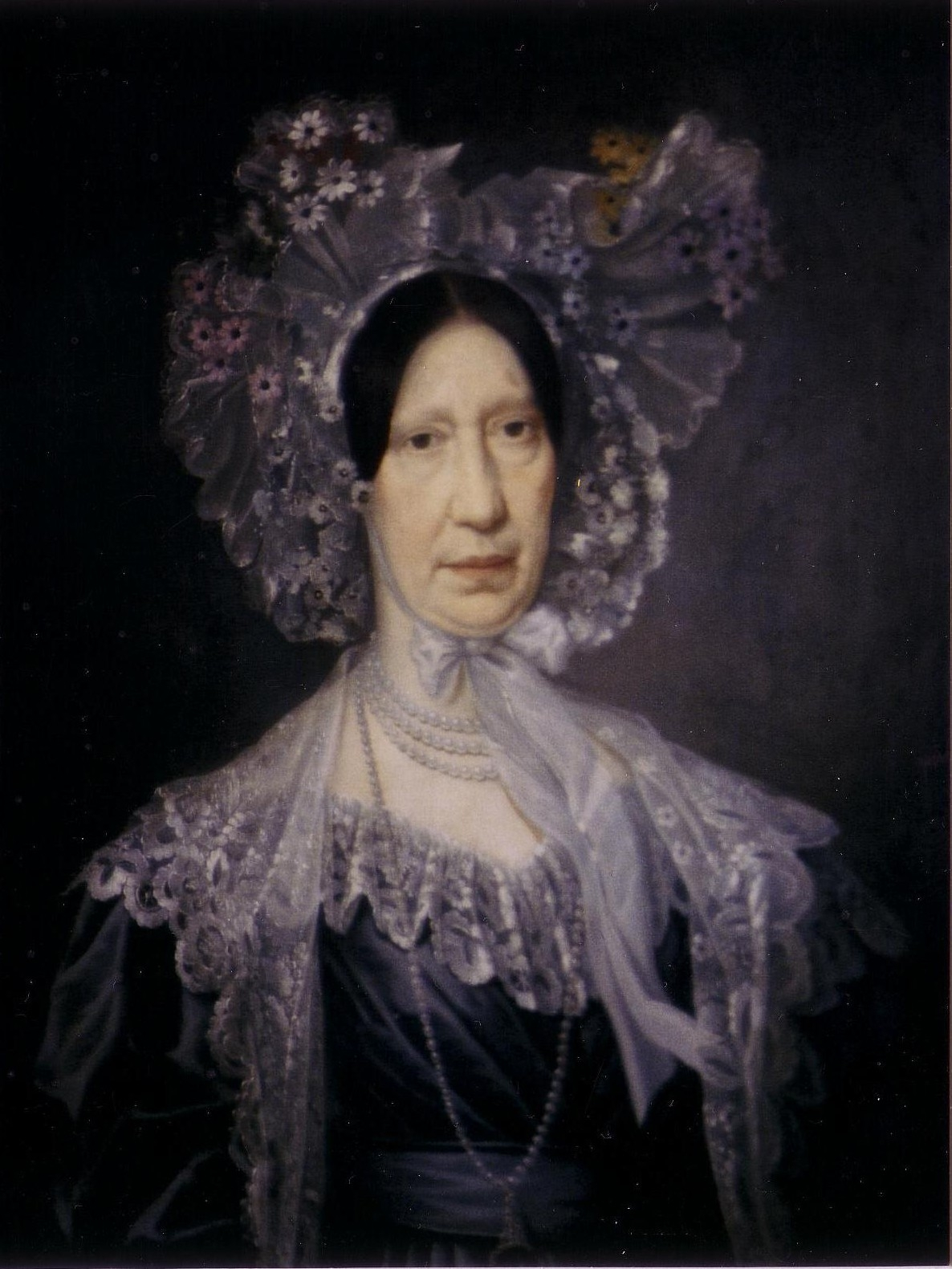
Wilhelmine Ladenburg, geb. Lorch (Ölgemälde, Reiss-Engelhorn-Museen, Mannheim)

Über Wolf Ladenburgs Ehefrau Wilhelmine Lorch aus Mainz wird berichtet, dass sie eine Mitgift von 8500 Gulden in die Ehe mitgebracht hatte. Sie war klug, fromm und sehr wohltätig: Mit anderen gründete sie den Krankenunterstützungsverein, den sie zeitlebens förderte und dem sie testamentarisch 500 Gulden vermachte. Im Notjahr 1817 wurde sie – gemeinsam mit Gottschalk Mayers Ehefrau Eva – als Vorsteherin des Mannheimer Stadtbezirks F3 im „Wohltätigkeitsverein zur Linderung der Hungersnot“ genannt. Auch dem jüdischen Krankenhaus vermachte sie 500 Gulden.